# ویتی‌خوان
ویتیخون (به لاتین: Witikhon) یک منطقهٔ مسکونی در تاجیکستان است که در ولایت سغد واقع شده‌است.

## خصوصیات
ویتیخون ۰ نفر جمعیت دارد و ۲٬۷۳۲ متر بالاتر از سطح دریا واقع شده‌است.